# Pige med en æske
Pige med en æske (russisk: Девушка с коробкой) er en sovjetisk film fra 1927 af Boris Barnet.

## Medvirkende
- Anna Sten som Natasja
- Vladimir Mikhajlov
- Vladimir Fogel som Fogelev
- Ivan Koval-Samborskij som Ilja Snegirjov
- Serafima Birman som Irène